# Anhaltelager Wöllersdorf

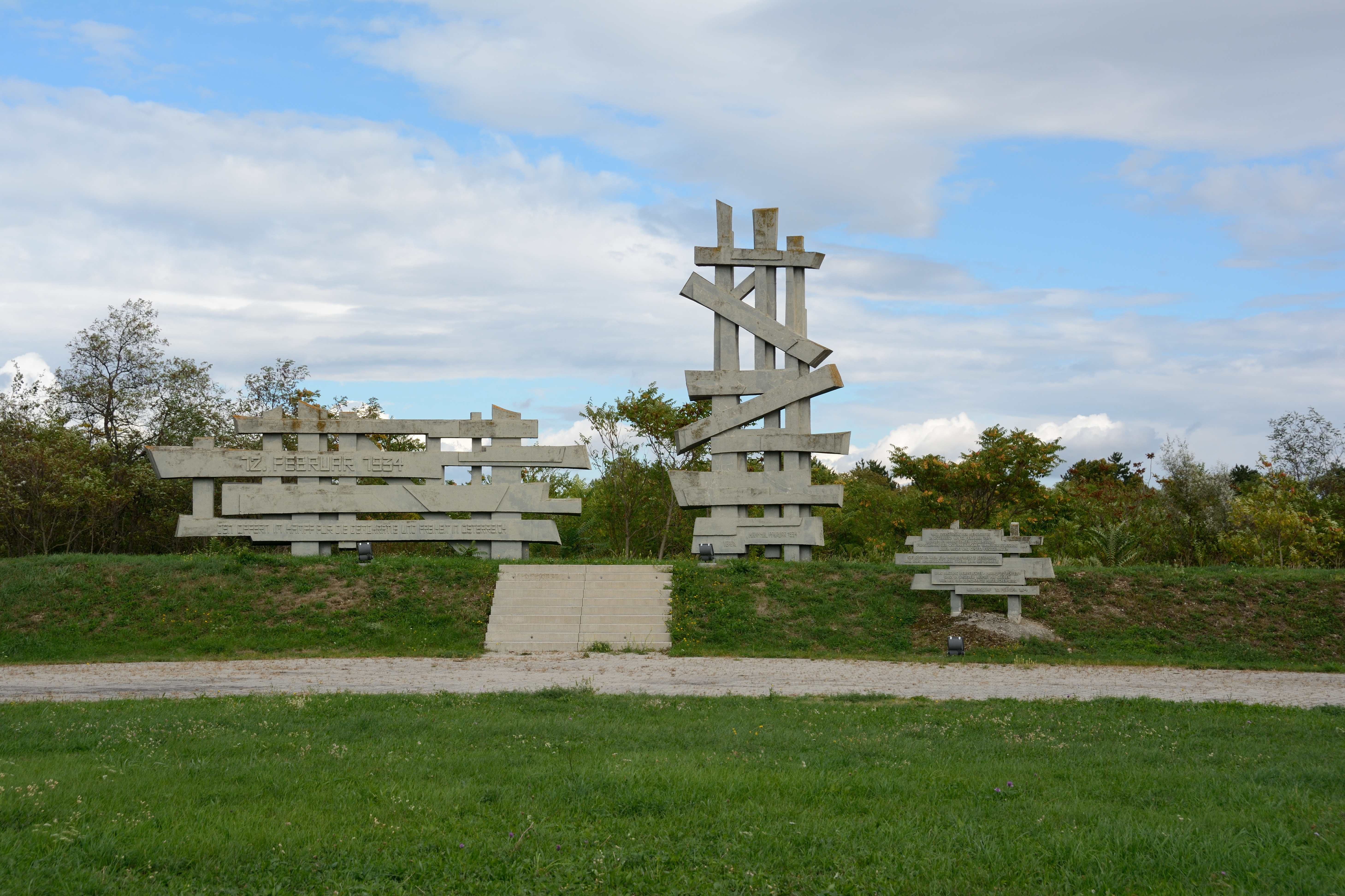
Mahnmal auf dem Gelände des ehemaligen Anhaltelagers Wöllersdorf

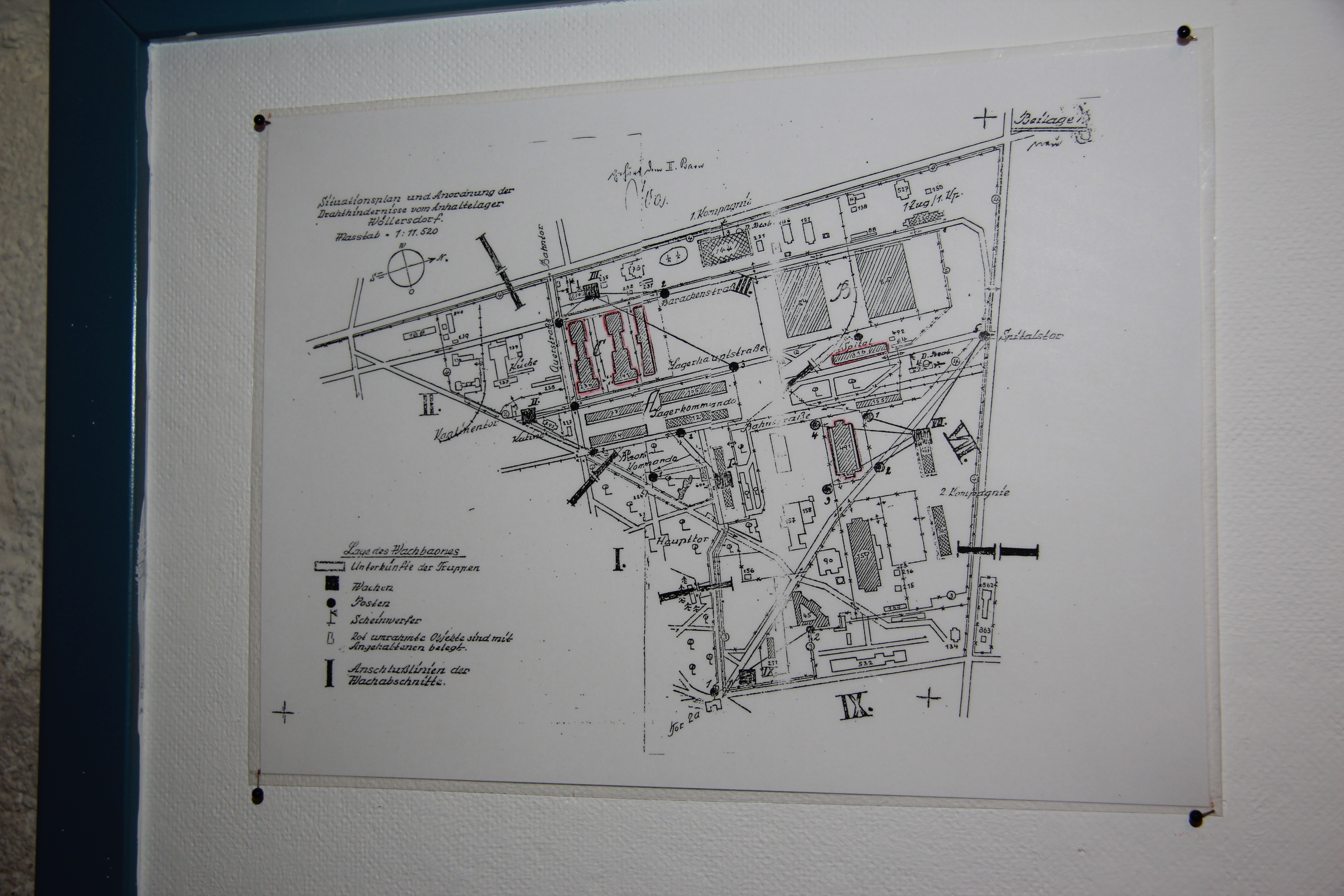
Plan des Lagers im Industrieviertel-Museum Wiener Neustadt

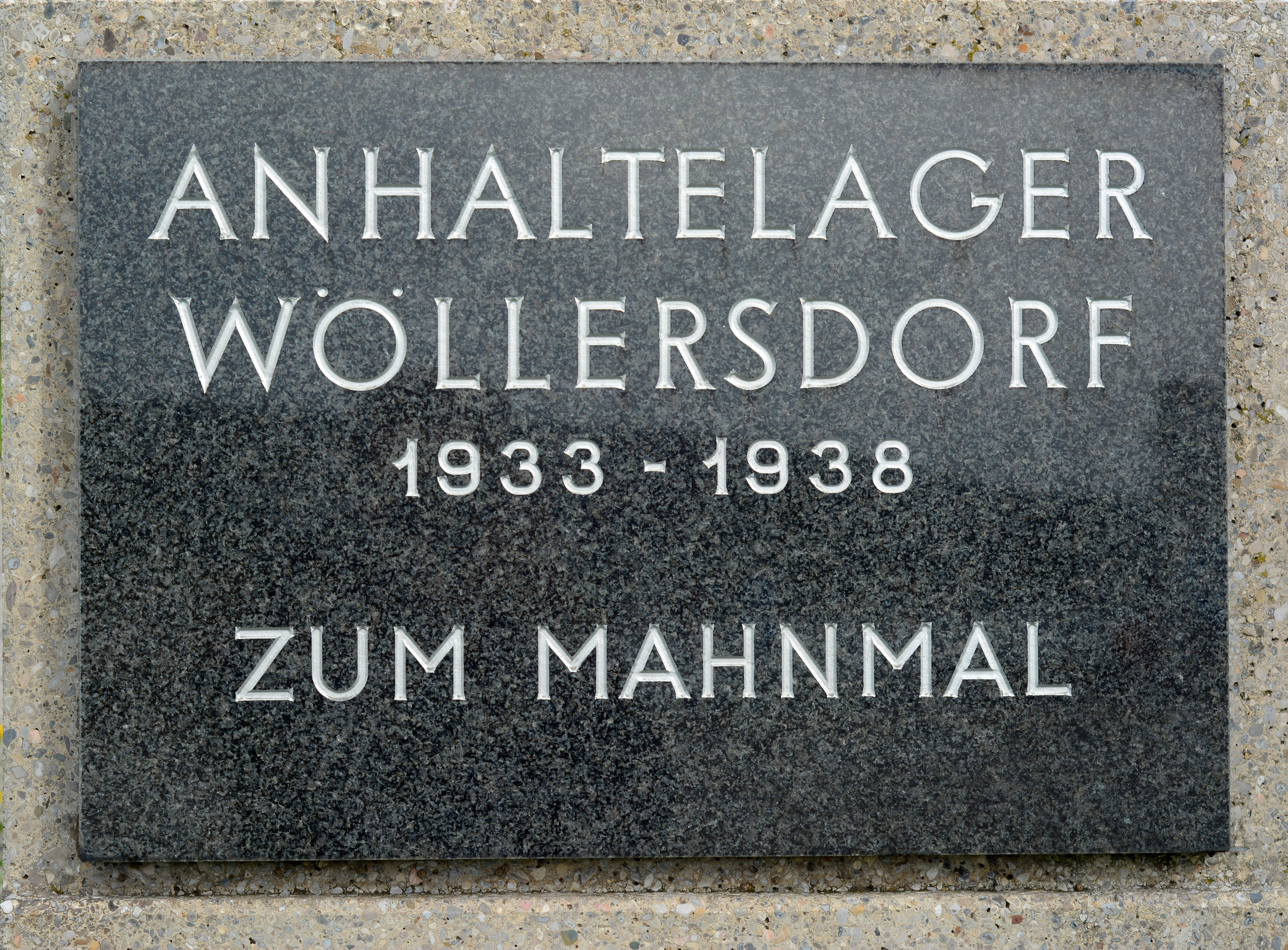
Tafel beim Zugang zum Mahnmal

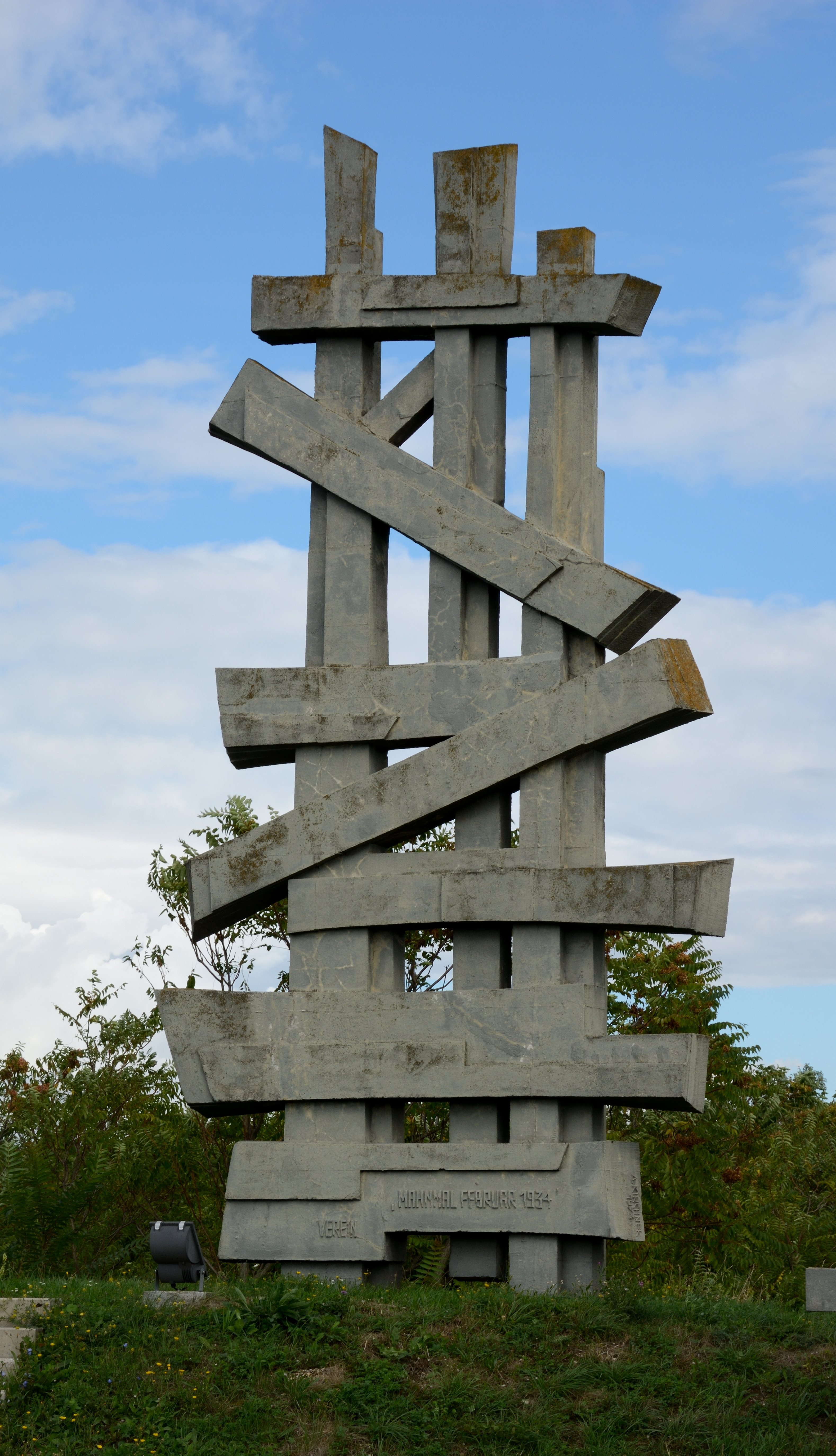
Detail des Mahnmals

Das Anhaltelager Wöllersdorf war ein Anhaltelager des Austrofaschismus in Wöllersdorf-Steinabrückl, Niederösterreich.

## Geschichte
Im Jahre 1933 richtete die Regierung des österreichischen Ständestaates in einigen Hallen der Wöllersdorfer Werke ein sogenanntes Anhaltelager ein. Im Oktober wurden die ersten Häftlinge – neun Nationalsozialisten und ein Kommunist – nach Wöllersdorf gebracht. Mit Jänner 1934 wurde mit dem Anhaltelager Kaisersteinbruch im Burgenland ein zweites Anhaltelager begonnen. Mit dem Bürgerkrieg im Februar 1934 wurden hunderte Schutzbündler und sozialdemokratische Funktionäre nach Wöllersdorf verbracht. Zum 1. Mai 1934 befanden sich 831 politische Gefangene im Lager, 508 Sozialdemokraten und Kommunisten sowie 323 Nationalsozialisten. Mit dem gescheiterten Juliputsch 1934 erweiterte sich das Anhaltelager Wöllersdorf mit tausenden Nationalsozialisten. Im Oktober 1934 war mit knapp 5.000 Personen der Höchststand erreicht, davon 4256 Nationalsozialisten und 538 Sozialdemokraten und Kommunisten. Durch eine Amnestie im Jahre 1936 verringerte sich die Zahl der Inhaftierten auf rund 500 Personen. Nach dem Berchtesgadener Abkommen zwischen Bundeskanzler Kurt Schuschnigg und Adolf Hitler im Februar 1938 wurde das Lager aufgelöst. Kurz vor Schließung waren noch 114 Personen in Wöllersdorf, darunter 45 Nationalsozialisten, 11 Sozialdemokraten und 58 Kommunisten.
Die Bedingungen im Lager werden als vergleichsweise angenehm beschrieben. Die unterschiedlichen Häftlingsgruppen entwickelten dabei jeweils eigene Wöllersdorf-Narrative. In der NS-Erinnerungsliteratur wurde die Inhaftierung in Wöllersdorf zum „Martyrium“ stilisiert, um den Heldenmythos der Illegalen vor dem „Anschluss“ zu etablieren. In der Erinnerungsliteratur der linksoppositionellen Häftlinge steht die Anhaltung in Wöllersdorf im Schatten der späteren Verfolgung durch die Nationalsozialisten. Der Lageralltag in Wöllersdorf erschien dabei als relativ milde verglichen mit der Inhaftierung in den Gefangenenhäusern und noch mehr im Vergleich mit nationalsozialistischen Konzentrationslagern. Alle Häftlinge kritisierten den Freiheitsentzug als massive Grundrechtsverletzung. Die milde und menschenfreundliche Darstellung des Lageralltags in Wöllersdorf lässt sich nicht ohne Weiteres auf andere, kleinere Anhaltelager übertragen.
Im Zuge des Anschlusses von Österreich an Hitlerdeutschland im März 1938 wurde das Lager von den Nationalsozialisten für die Inhaftierung von Funktionären des Ständestaates reaktiviert. Im Sinne der Propaganda einer sogenannten Befreiung wurde das Lager zum 2. April 1938 geschlossen und die Baracken niedergebrannt. Die Gefangenen wurden in das KZ Dachau verbracht.
Im Jahre 1973 wurde nach einem Entwurf von A. Kirchner an der Stelle des ehemaligen Anhaltelagers ein Mahnmal errichtet und zur 40-jährigen Erinnerung an die Februarkämpfe im Februar 1974 enthüllt. Im Herbst 2023 wurde das Mahnmal restauriert. Siehe auch die Liste von Denkmälern für den Februaraufstand 1934.

## Bekannte Gefangene
Kommunisten
| - Ernst Burger - Heinrich Dürmayer - Friedl Fürnberg - Leo Gabler - Josef Hans Grafl - Walter Greif - Friedrich Hexmann - Fritz Jensen |  | - Guido Kopp - Josef Meisel - Franz Pixner - Erwin Puschmann - Egon Schönhof - Franz Schuster - Leo Stern - Josef Teufl |

Sozialdemokraten
| - Manfred Ackermann - Gottfried Albrecht - Bonaventura Berloschnik - Josef Bloderer - Julius Braunthal - Max Eibegger - Franz Enge - Otto Glöckel - Johann Otto Haas - Karl Honay - Leopold Horacek - Norbert Horvatek - Ludwig Kostroun - Johann Leichin - Karl Mantler - Anton Matourek - Karl Miksch |  | - Rudolf Prikryl - Franz Rauscher - Karl Richter - Paul Johannes Schlesinger - Karl Schneller - Rudolf Singer - Felix Slavik - Paul Speiser - Franz Staffa - Felix Stika - Leopold Thaller - Otto Tschadek - Wilhelm Wache - Anton Weber - Heinrich Widmayer - Leopold Loibl |

Nationalsozialisten
| - Hans Arnhold - Alois Bachinger - Helmut Breymann - August Eigruber - Josef Fitzthum - Hans Hiedler - Hugo Jury - Franz Konrad - Wilfried Krallert - Franz Kutschera - Hans Lukesch - August Meyszner - Josef Palham - Franz Peterseil - Anton Plankensteiner - Friedrich Plattner |  | - Franz Rappell - Franz Richter - Anton Slupetzky - Richard Suchenwirth - Siegfried Stoitzner - Heinrich Strecker - Karl Taus - Eugen Werkowitsch - Anton Wintersteiger |